# Herman Parmentier
Herman Parmentier (19 april 1947) is een Belgische voormalige atleet, die gespecialiseerd was in de lange afstand en het veldlopen. Hij werd eenmaal Belgisch kampioen marathon.

## Loopbaan
Parmentier begon op zijn negentiende met atletiek en sloot aan bij Atletiekclub Hekelgem. In 1973 werd hij achtste op het Belgisch kampioenschap veldlopen. Dit leverde hem een selectie op voor de wereldkampioenschappen veldlopen. Hij eindigde als 98e. Hij stapte over naar Eendracht Aalst, de club van zijn woonplaats.
In 1980 werd Parmentier Belgisch kampioen op de marathon. Het leverde hem een uitnodiging op voor de marathon van New York. Hij werd 23e in de eindstand.

## Belgische kampioenschappen
| Onderdeel | Jaar |
| --------- | ---- |
| marathon  | 1980 |

## Persoonlijk record
| Onderdeel | Prestatie | Datum        | Plaats     |
| --------- | --------- | ------------ | ---------- |
| marathon  | 2:12.31   | 14 juni 1980 | Willebroek |

## Palmares

### marathon
- 1980:  BK AC in Willebroek - 2:12.31

### veldlopen
- 1973: 98e WK in Waregem